# KUGR
KUGR es una estación de radio AM ubicada en Green River (Wyoming) que opera en 1490 kHz AM. Lleva un formato de conversación y contemporáneo suave para adultos. La estación es propiedad de Wagonwheel Communications Corporation. KUGR ganó el premio «Estación del año» de la junta de la Asociación de Emisoras de Wyoming en 2006. La estación celebró su trigésimo año de transmisión en junio de 2006. KUGR firmó en 1976.
Esta estación forma parte de «The Radio Network», que incluye las estaciones hermanas de FM KFRZ 92.1 FM, KYCS 95.1 FM y KZWB 97.9 FM que salieron al aire en 2005.

## Formato actual
KUGR tiene una variedad de programación diaria. Las noticias se pueden escuchar durante todo el día. La música de KUGR se transmitía previamente por satélite hasta 2004, cuando se tomó la decisión de reproducir música desde varios reproductores de CD. La fuente de la música ha cambiado varias veces desde entonces, desde la música en un disco duro y luego de vuelta al satélite. La música de KUGR es principalmente AC suave, pero también incluye las 40 mejores canciones. KUGR y sus estaciones hermanas a menudo realizan transmisiones remotas en negocios locales durante las ventas.

## Programas
- "The Al and Faith Morning Show," mornings hosted by Al and his wife Faith. (Weekdays)
- "Let's Talk," a periodical show hosted by Al Harris. (Weekdays)
- When Radio Was and Imagination Theater (Sundays)
- Coast to Coast AM (Nights)
- The Jim Bohannon Show (Weeknights)
- Colorado Rockies Baseball (Saturday games during the season)
- Wyoming Cowboys football (during the season)
- Local high school sports (boys football and basketball during their seasons)
- News and various other programs from the Cowboy State News Network(weekdays)

## Cobertura y potencia de la señal
KUGR transmite una señal de mil vatios día y noche. La señal cubre gran parte del condado de Sweetwater y se ha escuchado incluso a distancias más lejanas. La frecuencia en la que opera KUGR (1490 kHz) está clasificada como una estación de tipo local por la Comisión Federal de Comunicaciones (FCC), lo que significa que fuera del condado de Sweetwater durante la noche, KUGR competirá con muchas otras estaciones en la misma frecuencia. KUGR es muy conocida en todo el condado y es una estación popular gracias a su programación y variedad.

## Traductor
KUGR opera una estación traductora de baja potencia, que transmite desde Wilkins Peak. Esta estación se conoce como K285FG y opera desde el 27 de septiembre de 2013 en 104.9 FM. K285FG emite 250 vatios. La estación traductora actualmente está transmitiendo simultáneamente toda la programación AM en FM.
Si bien no es tan poderosa como sus estaciones hermanas más grandes, como KYCS y KFRZ, la señal del traductor es audible en la mayor parte del condado de Sweetwater y en partes del condado de Uinta al este. El área de cobertura del traductor imita a su estación principal, ya que ambos alcanzan relativamente la misma distancia, excepto durante las horas de la tarde cuando la propagación de radio de ondas celestes es posible para KUGR.